# Inés Molina Fuentes
Inés Molina Fuentes, conocida artísticamente como Inés La Maga (Huétor-Vega, 1976) es una maga, psicóloga y gemóloga española. Una de las pocas del mundo considerada como maga profesional,  que en 2016 fue considerada una de los 25 mejores magos del mundo. En 2010, recibió el Premio Granada Joven en la categoría Arte.

## Trayectoria
Nació en Huétor-Vega, Granada, en 1976 y estudió en el colegio Nuestra Señora de las Angustias, donde inició con ocho años su interés por la magia. Es hermana del expiloto de motociclismo Álvaro Molina. Se licenció en psicología y realizó estudios de arte dramático; además, es gemóloga y tasadora del Instituto Gemológico Español.
Se formó con el mago español Luis Arza. Molina se define autodidacta y aunque realiza magia de escena, su especialidad es la magia de cerca.
En 2006 trabajó junto a Jorge Blass, Jandro y Luis Piedrahíta en el programa Nada x aquí de Cuatro, en el que en una de sus apariciones realizó un número de escapismo colgada por los pies a 30 metros de altura y atada dentro de una camisa de fuerza. Más tarde, en 2009, participó en el programa Colga2 con Manu, emitido por Canal Sur 2. Ese mismo año, publicó el libro Magia Inés… plicable, un manual para aprender juegos de magia. También colaboró en el programa de Telecinco, ¡Qué tiempo tan feliz!, y Hora punta de La 1.
Un año después, en 2010, recibió el Premio Granada Joven en la categoría Arte, que entrega el Instituto Andaluz de la Juventud a los jóvenes o instituciones por su trabajo y trayectoria destacada. En 2015, obtuvo una beca de la Academia de España en Roma para investigar sobre la historia del ilusionismo en Roma, que tras un año, terminó con la creación del espectáculo Pinetti smascherato, en homenaje al ilusionista italiano del siglo XVIII pionero en llevar la magia al teatro, Giuseppe Pinetti, que representó en 2016 en Italia y España.
Participó en 2016 en el programa de televisión británicoThe Next Great Magician, en el que una selección de los 25 mejores magos del mundo compiten para ganar la grabación y emisión de un programa especial para la cadena de televisión ITV, y en el que Molina se presentó con una versión de un número de escapismo original de Harry Houdini, en el que fue enterrada viva. Al año siguiente, en 2017, formó parte del jurado del programa Pura Magia, de La 1 y conducido por Mag Lari. También ha actuado en The Magic Castle en Estados Unidos y en programas de televisión de países como Rumanía, Corea del Sur, Suecia, Colombia, Italia, entre otros.
Ha participado, entre otros, en el Festival Internacional de Magia de Madrid, el Festival Internacional Mágico de Granada Hocus Pocus, o el I Festival Internacional de Neuromagia Mágicamente. En 2019, fue invitada junto a Vanessa Montfort, Berta Collado y Virginia Muñoz a la segunda edición de la charla Mujeres de éxito que se realizó en Zaragoza. Molina, además, imparte clases de magia para niños.
Su espectáculo Magic Room, en formato reducido y que tiene como escenario en la habitación de un hotel, se presenta desde 2015 en Madrid.